# اندیس میان رود
میان رود یک اندیس فلزی است که در حوالی شهر سهل آباد استان خراسان قرار دارد و مادهٔ معدنی موجود در آن، مس است.سنگ میزبان این اندیس گرانودیوریت است  در این اندیس، پاراژنز‌های آزوریت یافت می‌شوند.